# Pin Heel Surfer
A Pin Heel Surfer (ピンヒールサーファー) a Scandal japán pop-rock együttes tizenhetedik kislemeze, amely 2012. szeptember 12-én jelent meg az Epic Records Japan gondozásában negyedik stúdióalbumuk, a Queens Are Trumps: Kirifuda va Queen harmadik kislemezeként. A kiadvány a kilencedik helyezést érte el az Oricon heti eladási listáján 11 300 példánnyal. A lemez B oldalas száma, az Osaka az együttes második kislemezén, a Sakura Goodbye-on szereplő Tokyo című dal újrakevert, átírt dalszövegű változata.

## Számlista
| CD    | CD                                                    | CD                   | CD          | CD              | CD    | CD | CD | CD | CD |
|       | Cím                                                   | Dalszöveg            | Zene        | Hangszerelő     | Hossz |    |    |    |    |
| ----- | ----------------------------------------------------- | -------------------- | ----------- | --------------- | ----- | -- | -- | -- | -- |
| 1.    | Pin Heel Surfer (ピンヒールサーファー)                | Haruna, Triceratops  | Triceratops | Triceratops     | 5:04  |    |    |    |    |
| 2.    | Osaka                                                 | Masterworks, Scandal | Masterworks | Kavagucsi Keita | 3:02  |    |    |    |    |
| 3.    | Pin Heel Surfer (Instrumental) (ピンヒールサーファー) | —                    | Triceratops | Triceratops     | 5:03  |    |    |    |    |
| 13:09 |                                                       |                      |             |                 |       |    |    |    |    |